# アークコア
株式会社アークコアは、中古オートバイ買取専門店「バイクランド」を全国展開する会社である。業界第2位。かつてはソフトレンタル店も兼営していた。名古屋証券取引所ネクスト市場上場。

## 概要
2002年5月1日、バイクゲート有限会社として創業。2007年に株式会社ゲオとの資本・業務提携によりゲオグループの一員となり、2008年3月にバイク買取ブランドを「モトソニック」から「ゲオモトソニック」に変更。2010年3月には買取ブランドを再度変更し「ゲオバイク」としたほか、販売ブランドの「モトソニックダイレクト」を「ゲオバイクダイレクト」に変更した。しかし、同年7月にゲオが保有する株式を香港の投資会社に譲渡したためゲオグループを離脱している。
グループ離脱後も、それまでと同様に「ゲオバイク」・「ゲオバイクDirect」ブランドをそのまま使用していたが、2012年5月に株式会社ゲオホールディングスより、「ゲオバイク」「ゲオバイクDirect」等の営業表示の使用は不正競争防止法に違反するものとして、その使用の差止め、表示の抹消等を求める旨の訴えが提起された。その後2013年10月に和解が成立し、ゲオショップFC全6店舗をゲオホールディングスおよびゲオに譲渡したほか、ブランド名も買取ブランドを「バイクランド」に、販売ブランドを「バイクランド直販センター」にそれぞれ名称を変更している。
主な事業は、中古バイクの買取専門店「バイクランド」を運営するバイク事業のほか、フィットネスジム「エニタイムフィットネス」のFC店やゴルフスクール「ステップゴルフ」のFC店を展開するフィットネス・ゴルフ事業、からあげと玉子焼きの専門店「から揚げの天才」のFC店を展開する飲食事業なども行っている。

## 沿革
- 2002年（平成14年）5月1日 - 「バイクゲート有限会社」を設立[1]。
- 2003年（平成15年）11月1日 - 株式会社に組織変更。それと同時に商号を「株式会社アークコア」に変更[1]。
- 2005年（平成17年）9月15日 - 名古屋証券取引所セントレックスに株式を上場[1]。
- 2006年（平成18年）10月 - 中古パーツの販売の拡大を目的として、株式会社アップガレージとFC契約を締結[1]。
- 2007年（平成19年）10月 - 株式会社ゲオと資本・業務提携[1]。
- 2008年（平成20年）3月 - 買取ブランドを「モトソニック」から「ゲオモトソニック」に変更[1]。
- 2010年（平成22年）
  - 3月20日 - 買取ブランドを「ゲオモトソニック」から「ゲオバイク」[1]に、販売ブランドを「モトソニックダイレクト」から「ゲオバイクダイレクト」にそれぞれ変更。
  - 8月6日 - 筆頭株主であるゲオが、保有する株式7,000株のうち6,500株をNEWTONE INVESTMENT LIMITEDに譲渡。ゲオグループから離脱。
  - 11月 - コンシダレット株式会社よりゲオショップのFC店4店舗を譲り受け、ゲオFC店の運営を開始[4]。
- 2011年（平成23年）9月1日 - コンシダレット株式会社よりゲオショップのFC店2店舗を譲り受け[5]。
- 2012年（平成24年）5月29日 - 株式会社ゲオホールディングスより、「ゲオバイク」「ゲオバイクＤｉｒｅｃｔ」等の営業表示の使用は不正競争防止法に違反するものとして、その使用の差止め、表示の抹消等を求める旨の訴えが提起された[6]。
- 2013年（平成25年）10月 - 運営していたゲオショップ全6店舗をゲオホールディングスおよびゲオに譲渡し、ゲオショップ事業より撤退。また、ゲオバイクをバイクランドに変更[1]。
- 2014年（平成26年）
  - 2月 - 株式会社アークコア・リアルエステートの業績低迷により全株式を同社代表取締役に譲渡し、不動産事業より撤退[1]。
  - 9月 - 株式会社福田モーター商会の全株式を取得し、連結子会社化[1]。
- 2015年（平成27年）10月 - 株式会社アークコアライフを設立し、フィットネス事業（エニタイムフィットネスのFC）を開始[1]。
- 2018年（平成30年）
  - 1月 - 株式会社福田モーター商会の全株式をセントラル自動車技研式会社に譲渡[1]。
  - 11月 - ステップゴルフ株式会社よりステップゴルフ駒込店を譲受け、ゴルフスクール事業（ステップゴルフのFC）を開始[1]。
- 2020年（令和2年）
  - 1月 - 子会社の株式会社アークコアライフを吸収合併[1]。
  - 9月 - ワタミ株式会社とのフランチャイズ契約を締結し、飲食事業を開始。
- 2022年（令和4年）4月4日 - 名古屋証券取引所の市場区分見直しにより、名証ネクストへ移行。

## 中古バイク事業
一般ユーザーの元に出張査定し、現金にて買取を行う無料出張買取を基本とする。買取仕入後の車輌は、整備を行い商品価値を高めて、主にオートバイオークションを通して販売。かつてはゲオバイクのブランド名だったが、2013年にバイクランドに変更している。
近年では自社が運営するWebサイトからの仕入れを促進することにより、トータルコストの削減に成功している。

### 店舗
- 営業中の店舗に関しては、店舗一覧（9店舗）を参照。

### かつてあった店舗
※ 武蔵浦和店及び横浜上星川店では、「アップガレージライダース」店舗を併設していた。
- 青森デポ（青森県青森市）
- 仙台店（仙台市泉区）
- 武蔵浦和店（さいたま市南区）
- 千葉店（千葉県市川市）
- 馬込店（東京都大田区）

- 八王子店（東京都八王子市）
- 横浜町田店（東京都町田市）
- 横浜上星川店（横浜市保土ケ谷区）
- 京都店（京都市上京区）
- 広島店（広島市南区）

## ゲオショップ事業
音楽・映像ソフト（CD・DVD）及び書籍のレンタル・販売、ゲームソフトの買取・販売などを行っていたが、2013年に全店舗を譲渡し、ゲオショップ事業より撤退している。

### かつてあった店舗
- ゲオひばりヶ丘店（東京都西東京市）
- ゲオ田無北原店（東京都西東京市）
- ゲオ富士宮店（静岡県富士宮市）
- ゲオ名古屋守山店（名古屋市守山区）
- ゲオ天六店（大阪市北区）
- ゲオ出雲店（島根県出雲市）

## 業績推移
| 期別  | 決算期                   | 売上高      | 営業利益   | 経常利益   | 当期純利益 | 1株当たり当期純利益 |
| ----- | ------------------------ | ----------- | ---------- | ---------- | ---------- | ------------------- |
| 第9期 | 2012年（平成24年） 2月期 | 4,026百万円 | 178百万円  | 190百万円  | 182百万円  | 9,284円             |
| 第8期 | 2011年（平成23年） 2月期 | 3,173百万円 | 113百万円  | 108百万円  | 144百万円  | 7,350円             |
| 第7期 | 2010年（平成22年） 2月期 | 2,737百万円 | 13百万円   | 11百万円   | 8百万円    | 432円               |
| 第6期 | 2009年（平成21年） 2月期 | 3,198百万円 | 49百万円   | 46百万円   | 16百万円   | 862円               |
| 第5期 | 2008年（平成20年） 2月期 | 790百万円   | △94百万円  | △97百万円  | △98百万円  | △4,980円            |
| 第4期 | 2007年（平成19年）10月期 | 2,980百万円 | △127百万円 | △136百万円 | △145百万円 | △11,366円           |
| 第3期 | 2006年（平成18年）10月期 | 2,719百万円 | △266百万円 | △267百万円 | △273百万円 | △21,539円           |
| 第2期 | 2005年（平成17年）10月期 | 2,643百万円 | 95百万円   | 80百万円   | 43百万円   | 3,732円             |
| 第1期 | 2004年（平成16年）10月期 | 1,979百万円 | 87百万円   | 85百万円   | 48百万円   | 52,893円            |

- 数値は、（株）アークコア提出の有価証券報告書より転載。
- 第5期（2008年2月期）は、決算期変更により4ヶ月決算となっている。

## 財政状態
| 期別   | 決算期                                 | 総資産      | 純資産    | 自己資本比率 | 1株当たり純資産 |
| ------ | -------------------------------------- | ----------- | --------- | ------------ | --------------- |
| 第10期 | 2013年（平成25年） 2月期 第3四半期時点 | 1,138百万円 | 575百万円 | 50.6％       | 29,234円        |
| 第9期  | 2012年（平成24年） 2月期               | 1,129百万円 | 427百万円 | 37.9％       | 21,721円        |
| 第8期  | 2011年（平成23年） 2月期               | 825百万円   | 245百万円 | 29.7％       | 12,437円        |
| 第7期  | 2010年（平成22年） 2月期               | 454百万円   | 155百万円 | 22.1％       | 7,873円         |
| 第6期  | 2009年（平成21年） 2月期               | 443百万円   | 146百万円 | 20.7％       | 7,441円         |
| 第5期  | 2008年（平成20年） 2月期               | 590百万円   | 129百万円 | 12.7％       | 6,579円         |
| 第4期  | 2007年（平成19年）10月期               | 831百万円   | 227百万円 | 20.8％       | 11,559円        |
| 第3期  | 2006年（平成18年）10月期               | 465百万円   | 72百万円  | 15.6％       | 5,734円         |
| 第2期  | 2005年（平成17年）10月期               | 454百万円   | 346百万円 | 76.1％       | 27,274円        |
| 第1期  | 2004年（平成16年）10月期               | 302百万円   | 111百万円 | 37.0％       | 98,106円        |

## 株式の状況（2015年2月末日現在）
- 発行可能株式数：78,80000株
- 発行済株式数：19,70000株
- 株主数：628名

## 主な同業他社

### 中古バイク
- バイク王
- レッドバロン
- アップガレージ - 中古オートバイ用品の買取・販売